# Psylliodes littoralis
Psylliodes littoralis là một loài bọ cánh cứng trong họ Chrysomelidae. Loài này được Biondi miêu tả khoa học năm 1997.